# NGC 5326
NGC 5326 ist eine Spiralgalaxie vom Hubble-Typ  im Sternbild Jagdhunde am Nordsternhimmel. Sie ist schätzungsweise 116 Millionen Lichtjahre von der Milchstraße entfernt und hat einen Durchmesser von etwa 70.000 Lichtjahren. Vom Sonnensystem aus entfernt sich die Galaxie mit einer errechneten Radialgeschwindigkeit von näherungsweise 2.500 Kilometern pro Sekunde.
Gemeinsam mit IC 4336 bildet sie ein vermutlich gravitativ gebundenes Galaxienpaar und ist Teil der 18 Mitglieder umfassenden Lyons Groups of Galaxies LGG 361 um NGC 5371. Im selben Himmelsareal befinden sich unter anderem die Galaxien NGC 5337, PGC 2150286, PGC 2151285, PGC 2153235.
Das Objekt wurde am 14. Januar 1788 von dem Astronomen William Herschel mithilfe seines 18,7 Zoll-Spiegelteleskops entdeckt und später von Johan Dreyer in seinem New General Catalogue verzeichnet.